# Ольшанка (Уманский район)
Ольшанка (укр. Вільшанка) — село в Уманском районе Черкасской области Украины.
Население по переписи 2001 года составляло 215 человек. Почтовый индекс — 20332. Телефонный код — 4744.

## Местный совет
20362, Черкасская обл., Уманский р-н, с. Ольшанка, ул. Октябрьской Революции, 13